# Macomia
Macomia es una villa y también uno de los dieciséis distritos que forman la provincia de Cabo Delgado en la zona septentrional de Mozambique, región fronteriza con Tanzania , a orillas del lago Niassa y región costera en el Océano Índico.

## Características
Limita al norte y al noreste con los distritos de Mocímboa da Praia y Muidumbe, al oeste y al sudoeste con el de Meluco, al sur con el de Quissanga, y al este con el Océano Índico.
Tiene una superficie de 4.049 km² y según datos oficiales de 1997 una población de 69.973 habitantes, lo cual arroja una densidad de 17,3 habitantes/km².

## División administrativa
Este distrito, formado por diez localidades, se divide en cuatro puestos administrativos (posto administrativo), con la siguiente población censada en 2005:
- Macomia, sede, 29 991 (Nacate y Nquida).
- Chai, 17 841 (Nkoe).
- Mucojo, 30 653 (Manica, Naunde y Pangane).
- Quiterajo, 8 981.